# روجر جريماو
روجر جريماو (بالإسبانية: Roger Grimau)‏ مواليد 14 يوليو 1978، هو لاعب كرة سلة إسباني بدأ مسيرته الاحترافية في سنة 1996 يلعب في ليغا أيه سي بي. يبلغ طوله 6 قدم 5 بوصة (2.0 م).

## فرق لعب لها
- جوفينتوت بادالونا
- نادي برشلونة لكرة السلة
- بلباو باسكت
- باسكت مانريسا

## الميداليات
| الميدالية | المسابقة                         |
| --------- | -------------------------------- |
| فضية      | بطولة أمم أوروبا لكرة السلة 2003 |

## روابط خارجية
- روجر جريماو على موقع الاتحاد الدولي لكرة السلة (الإنجليزية)
- روجر جريماو على موقع الدوري الأوروبي لكرة السلة (الإنجليزية)
- روجر جريماو على موقع الدوري الإسباني لكرة السلة (الإسبانية)
- روجر جريماو على موقع كرة السلة الأوروبية.كوم (الإنجليزية)
- روجر جريماو على موقع ريلجم (الإنجليزية)
- روجر جريماو على موقع بروبوليرز (الإنجليزية)
- روجر جريماو على موقع سبورتس رفرنس (الإنجليزية)